# Friedhof Heidfeld

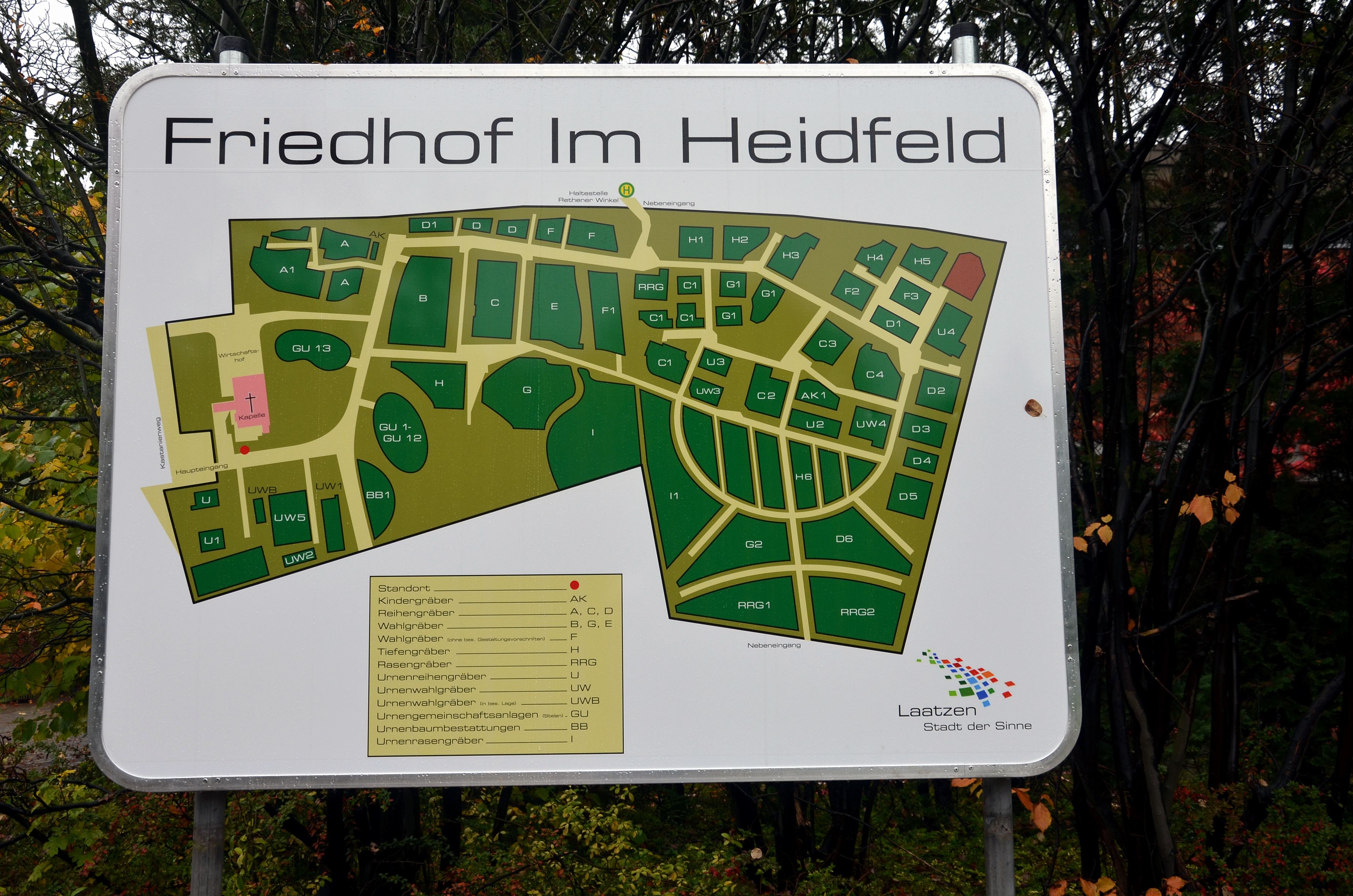
Übersichtstafel am Haupteingang

Der Friedhof Heidfeld, auch Friedhof Im Heidfeld genannt, ist mit einer Fläche von mehr als 82.028 m² der größte Friedhof der Stadt Laatzen. Als Stätte der Sepulkralkultur sind in der Grünanlage unter der Adresse Kastanienweg 1 Grabstellen mit und ohne Gestaltungsvorschriften vorgesehen.

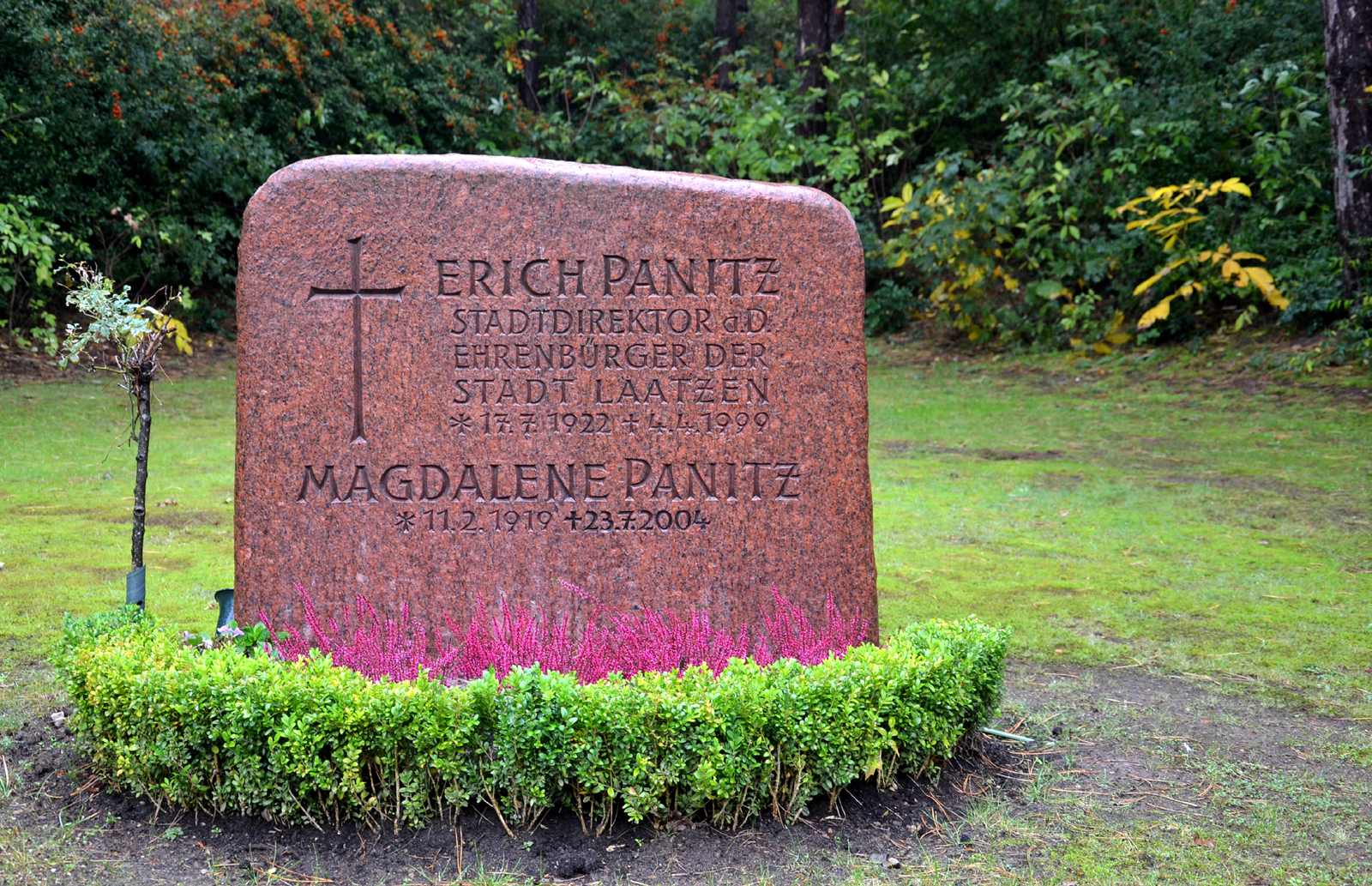
Grabstein für den Ehrenbürger Erich Panitz und dessen Ehefrau Magdalene

Zu den bedeutendsten Grabstätten zählt das Grabmal des Laatzender Ehrenbürgers Erich Panitz, der von 1960 bis 1984 als Gemeinde- und Stadtdirektor die Entwicklung Laatzens maßgeblich mitprägte.